# Feijó (Acre)
Feijó, amtlich portugiesisch Município de Feijó, ist eine Mittelstadt im brasilianischen Bundesstaat Acre mit rund 35.426 (2022) Einwohnern, die Feijoenser genannt werden. Sie ist die an Bevölkerung fünftgrößte Stadt in Acre und mit 27.975 km² eine der flächenmäßig größten Gemeinden Brasiliens. Sie liegt rund 344 km Luftlinie (Straße: 366 km) westlich der Hauptstadt Rio Branco. Sie grenzt im Süden an Peru und im Norden an den Bundesstaat Amazonas.

## Toponymie
Die Stadt wurde nach dem Priester, Staatsmann und Regenten im Kaiserreich Brasilien Diogo Antônio Feijó benannt.

## Geographie
Acre ist Teil des Amazonasgebietes, die Höhe wird mit 153 m über dem Meeresspiegel angegeben, das Klima ist tropisch-äquatorial des Klimatyps Af nach der Klimaklassifikation von Köppen und Geiger.
Feijó liegt am linken Ufer einer Flussschleife des stark mäandernden Rio Envira, ist aber selbst kein ausgeprägter Binnenhafen. Bei einer Fläche von 27.975 km² (Stand 2017) ist sie mit gerundet 1 Person pro km² sehr dünn besiedelt. Umliegende Munizipien sind Santa Rosa do Purus und Manoel Urbano im Osten und Tarauacá und Jordão im Westen.

## Geschichte
Das heutige Gebiet von Feijó ist ein traditionelles Siedlungsgebiet verschiedener Stämme der indigenen Bevölkerung, vor allem der Yaminawás (Jaminawás und Jaminawás/Envira), Kaxinawás (kaxinauwás) und Chacauwás. Von Nordosten und Amazonien drangen Kautschukzapfer, die Seringueros, Nüssesammler, Goldsucher und andere Abenteurer in das Indiogebiet ein, ab Mitte des 19. Jahrhunderts fanden auch Expeditionen statt, die Versorgungsposten anlegten. So wurde auch die Quelle des Rio Envira erforscht (1879). Ab Mitte des 19. Jahrhunderts bis Anfang des 20. Jahrhunderts war der Kautschukboom für die siedlerische Entwicklung bedeutend. Am 13. Mai 1906 konnte das von Kautschukplantagenbesitzern, darunter die der Seringal Porto Alegre, und ansässig gewordenen Kautschukzapfern errichtete Urwalddorf zu einer Vila unter dem Namen Vila de Feijó erhoben werden. Es unterstand Seabra, dem heutigen Tarauacá und wurde 1938 ausgegliedert, als es den Status und Namen Município de Feijó erhielt. Epaminondas Martins, Bundesinterventor für Acre zur Zeit des Estado Novo des Getúlio Vargas, ernannte Raimundo Augusto de Araújo zum ersten Stadtpräfekten durch Dekret Nr. 968 vom 21. Dezember 1938. Beide Daten, 1906 und 1938, gelten auch als Stadtgründungsdatum.

## Stadtverwaltung
Die Exekutive liegt für die Amtszeit 2017 bis 2020 von dem bei den Kommunalwahlen 2016 als Stadtpräfekt (Bürgermeister) mit 6558 Stimmen erfolgreichen Kiefer Cavalcante des Partido Progressista (PP). Er konnte sich gegen seinen Vorgänger „Mêrla“ Hammerly da Silva Albuquerque von der Arbeiterpartei Partido dos Trabalhadores (PT), der nur 4532 Stimmen erhielt, durchsetzen. Eine der städtischen Aufgaben ist mit dem Bauprojekt Ruas do Povo der Ausbau bisher unbefestigter Straßen.
Die Legislative liegt bei der Câmara Municipal (Stadtrat), ihrem Präsidenten und den Stadtverordneten.
Das Gemeindegebiet bildet nur einen Distrikt mit Feijó als Sitz, daneben gibt es noch Siedlungsorte wie Ajubim, Bom Sucesso, Califórnia, Foz do Jurupari, Porto Brasil und Porto Rubim. Die Siedlungen liegen alle entlang der Flüsse.

## Bevölkerung
Die Bevölkerung betrug nach der Volkszählung des IBGE von 2022 35.426 Einwohner. Die Zahl wurde vom IBGE 2024 auf 37.644 Bewohner geschätzt. Rund 40 % der Bevölkerung ist unter 15 Jahren.
Sie verteilt sich in etwa je zur Hälfte auf den eigentlichen Ortsbereich und den ländlichen Raum.

### Bevölkerungsentwicklung
Quelle: IBGE (Angabe für 2024 ist lediglich eine Schätzung)

### Alterspyramide
| Männer | Alterstufe | Frauen |
| ------ | ---------- | ------ |
| 122    | über 80    | 125    |
| 278    | 70–79      | 218    |
| 556    | 60–69      | 536    |
| 776    | 50–59      | 745    |
| 1423   | 40–49      | 1182   |
| 2047   | 30–39      | 1853   |
| 1272   | 25–29      | 1260   |
| 1630   | 20–24      | 1448   |
| 1819   | 15–19      | 1739   |
| 2320   | 10–14      | 2187   |
| 2257   | 5–9        | 2240   |
| 2214   | 0–4        | 2164   |

## Infrastruktur und Wirtschaft
Feijó liegt an der diagonalen Bundesstraße BR-364, die nach Nordwesten bis Peru verbindet und nach Südosten über die Bundesstaaten Rondônia, Mato Grosso und Goiás bis São Paulo. Weitere Straßen im Gemeindegebiet gibt es nicht, andere Teile des Gemeindegebietes sind über die Zuflüsse des Rio Envira mit Booten erreichbar. Der Ort ist durch den städtischen Kleinflughafen Aeroporto de Feijó (IATA: FEJ, ICAO: SNOU) vorwiegend mit Kleinflugzeugen und Lufttaxis mit den nächsten internationalen Flughäfen in Cruzeiro do Sul oder Rio Branco verbunden.
Mit den umliegenden Gemeinden Jordão und Tarauacá bildet sie die statistisch-geographische Mikroregion Tarauacá, eine der beiden Mikroregionen der Mesoregion Vale do Juruá. Diese sind keine Gebietskörperschaften, die Gemeinden können sich aber, ähnlich unseren deutschen Kreisverbänden, zur Verfolgung gemeinsamer Zwecke zusammenschließen.

## Bildung
Feijó, mit seiner aus dem Nordosten stammenden Bevölkerung, Afrobrasilianern und Indigenen, hatte noch 1991 eine Analphabetenquote von 58,4 %, die sich bei der Volkszählung 2010 bereits auf 36,8 % reduziert hatte. Die Schülerzahl beträgt heute rund 8000, die in der Mehrheit eine Volksschule besuchen.
Quelle: IBGE

## Religionen
| Anzahl            | Religionsgemeinschaft           |
| ----------------- | ------------------------------- |
| 21.717            | römisch-katholisch              |
| 8.498             | evangelisch-protestantisch      |
| -                 | keine Angaben zu Spiritualisten |
| Quelle: IBGE 2010 |                                 |

Größte Religionsgemeinschaft bilden die Anhänger der römisch-katholischen Kirche in Brasilien, gefolgt von Anhängern des evangelisch-protestantischen Glaubens. Feijó gehört zum Bistum Cruzeiro do Sul.

## Söhne und Töchter der Stadt
- Geraldo Gurgel de Mesquita (1919–2009), Gouverneur von Acre
- José Augusto de Araújo (1930–1971), Historiker, Geograph und Politiker
- Romildo Magalhães (1946–2024), Gouverneur von Acre

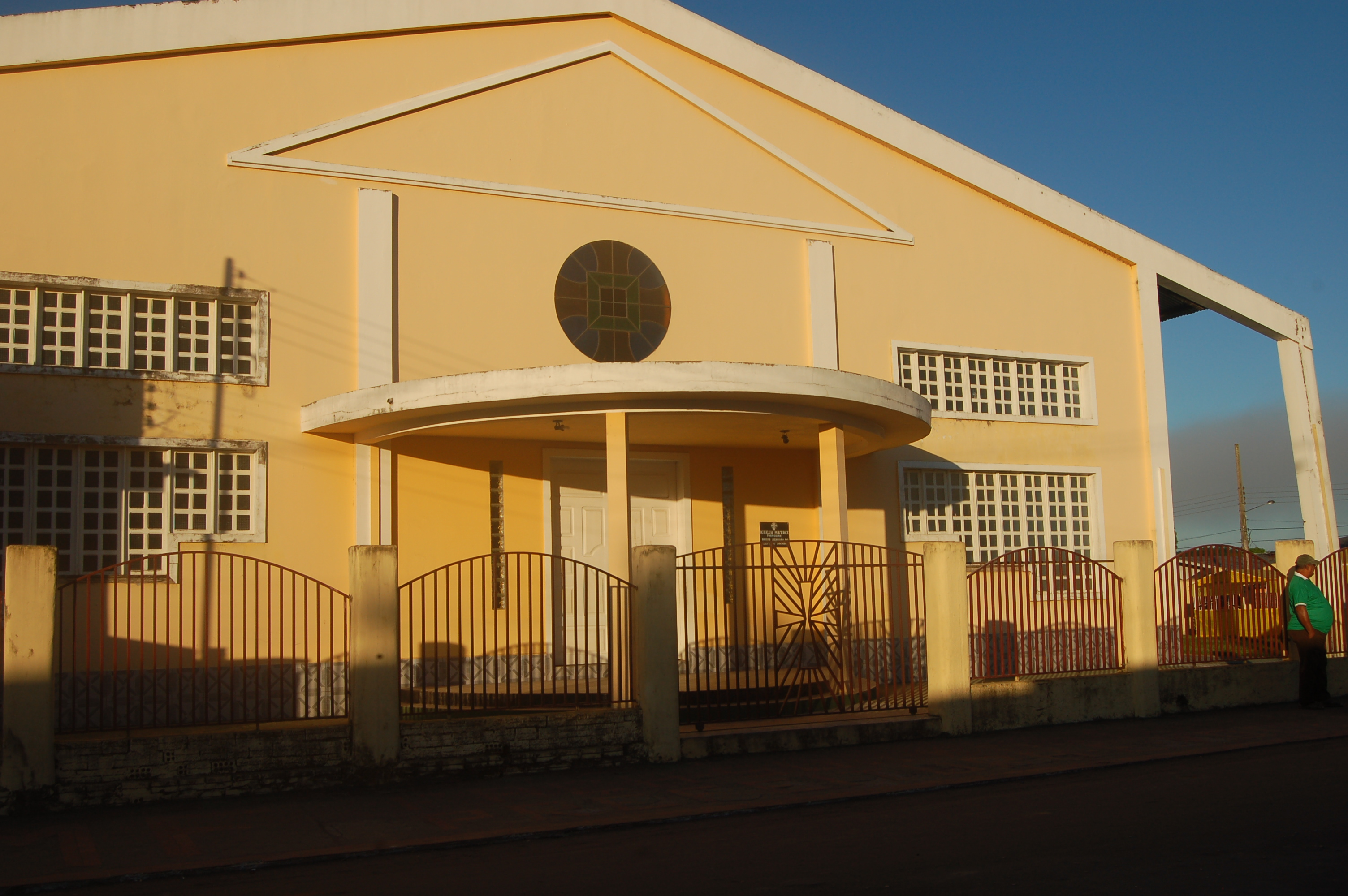
Hauptkirche
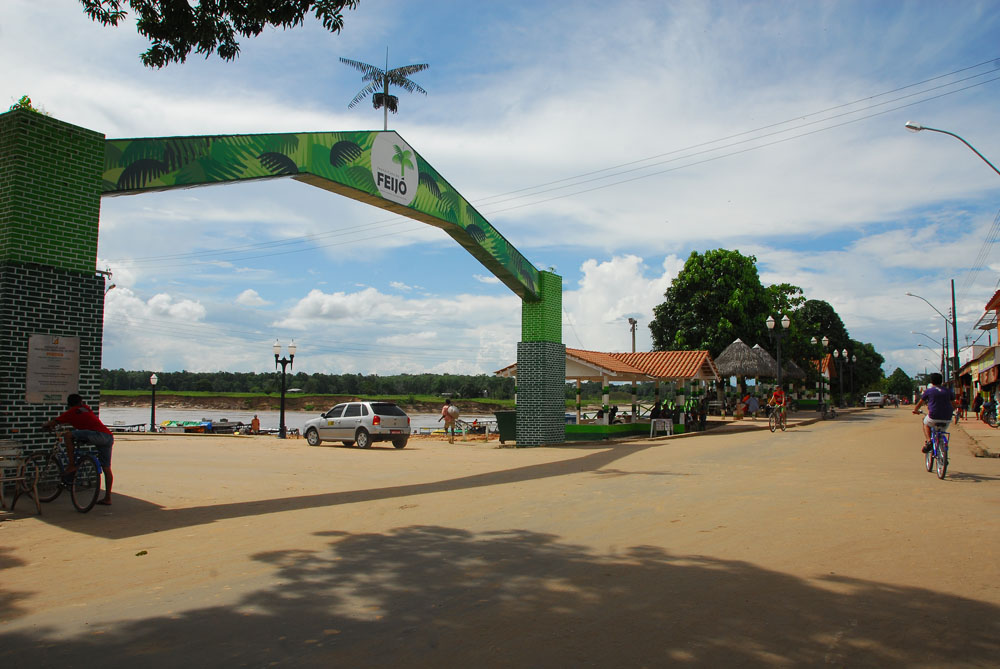
Stadttor an der Bootsanlegestelle
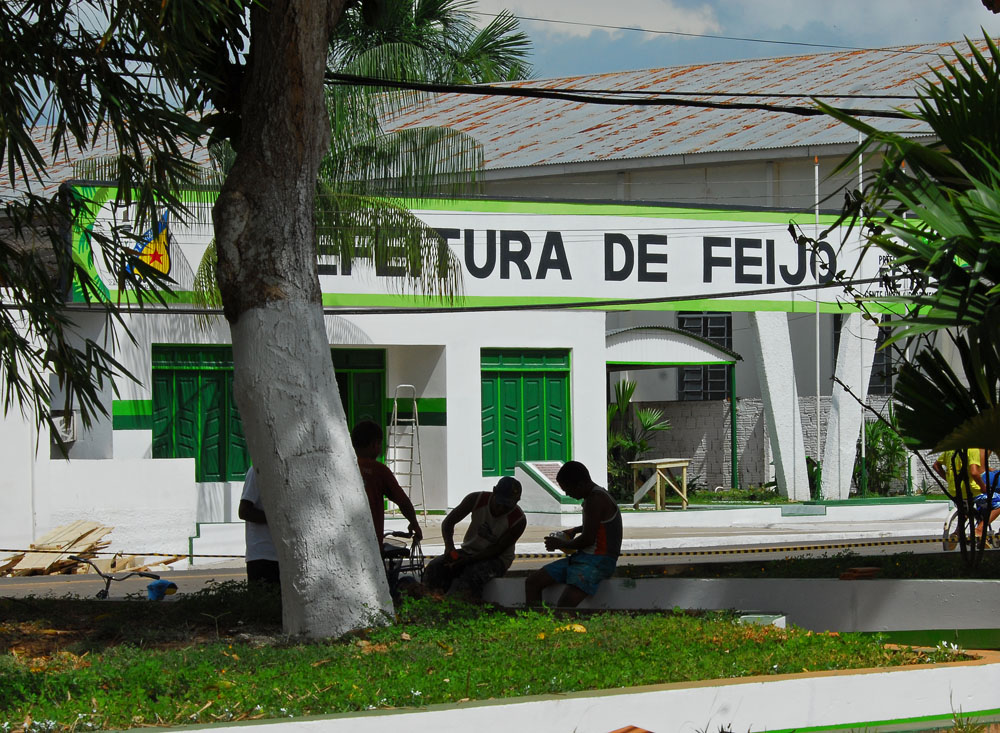
Stadtpräfektur
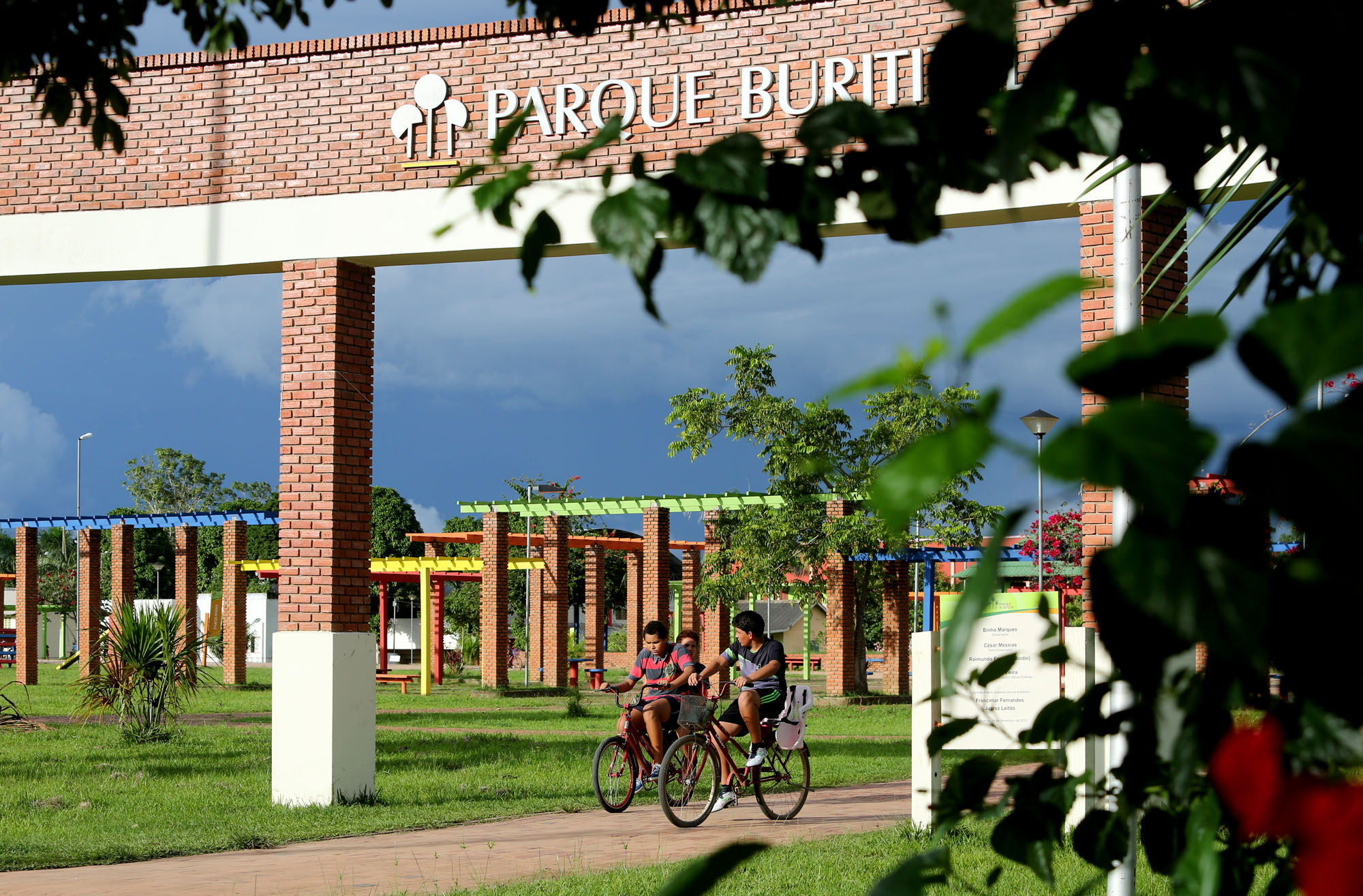
Eingang Stadtpark Parque de Buritizal